# SN 2006ai
SN 2006ai – supernowa typu II odkryta 17 lutego 2006 roku w galaktyce E005-G09. W momencie odkrycia miała maksymalną jasność 16,20m.